# Jazz from Hell
Jazz From Hell är ett instrumentalt, jazzrockinfluerat musikalbum av Frank Zappa, utgivet 15 november 1986. Det spelades till stora delar in på en Synclavier-synthesizer. Albumet vann en Grammy i kategorin Best Rock Instrumental Performance. Det är även känt för att ha sålts med varningsetikett för sina texter, trots att det är instrumentalt, förmodligen på grund av låttiteln "G-Spot Tornado".

## Låtlista
1. "Night School" - 4:47
2. "The Beltway Bandits" - 3:25
3. "While You Were Art II" - 7:17
4. "Jazz from Hell" - 2:58
5. "G-Spot Tornado" - 3:17
6. "Damp Ankles" - 3:45
7. "St. Etienne" - 6:26
8. "Massaggio Galore" - 2:31